# Tatort: Unter Wölfen
Unter Wölfen ist ein Fernsehfilm aus der Krimireihe Tatort. Der vom SWR produzierte Beitrag wurde am 26. Dezember 2020 im Ersten und auf SRF 1 erstmals ausgestrahlt.
In dieser 1150. Tatort-Folge ermittelt die Ludwigshafener Hauptkommissarin Lena Odenthal ihren 72. Fall, Johanna Stern in ihrem 13.

## Handlung
Der libanesische Clubbesitzer Timur Kerala wird erschlagen in einer Sandhalde am Hafen aufgefunden. Lena Odenthal und Johanna Stern ermitteln im Milieu konkurrierender privater Sicherheitsdienste. Kommissar Mazza vom Rauschgiftdezernat unterstützt sie dabei. Kerala war dabei, einen eigenen Türsteher-Service aufzuziehen, und kam damit dem Platzhirsch Gerhard Arentzen in die Quere, der in Zeiten eines Sparetats bei der Polizei lukrative Schutzaufträge von Innenminister Lenglich erhält. Zudem entscheiden die Türsteher im Wesentlichen, wen sie in ein Lokal oder eine Bar hineinlassen, und haben damit großen Einfluss auf deren Umsatz (auch den illegalen Drogenumsatz), was sich Arentzen nicht aus der Hand nehmen lassen will. Arentzen hat somit das stärkste Motiv für die Beseitigung seines Konkurrenten Kerala und steht schon bald in Odenthals Fokus.
Im Zuge der Ermittlungen wird auch Keralas Ex-Frau Daphne von Odenthal und Stein befragt. Dabei lernt Odenthal deren kleine Tochter Tanja kennen und freundet sich ein wenig mit ihr an. Als Daphne in ihrer eigenen Bar schwer zusammengeschlagen wird und ins Krankenhaus muss, nimmt Lena Odenthal Tanja bei sich auf. Weil Tanja Lena vertraut, übergibt sie ihr am nächsten Morgen einen Umschlag, den sie von ihrem Vater (Timur Kerala) zwei Wochen vor seinem Tod bekommen hatte. Er enthält einen USB-Speicherstick mit einem Sex-Video, das den Innenminister kompromittiert. Odenthal versteht so, wie Kerala trotz seiner Vorstrafen vom Ministerium seine Lizenzen bekommen konnte. Ihr ist klar, dass dieser Stick der Grund für den Überfall auf Tanjas Mutter war, weil Arentzen ihn bei ihr vermutet hat und seine Leute ihn für den Innenminister zurückholen sollten.
Johanna Stern zeigt das Video Oberstaatsanwalt Marquardt, der den Stick einbehält und den Innenminister darüber informiert. Odenthal fährt unterdessen nach Hause, um dort mit Tanja für die Schule zu lernen. Mit Schrecken stellt sie fest, dass ihr Haus verwüstet wurde und Tanja verschwunden ist. Die Leiche ihres brutal getöteten Katers liegt auf ihrem Bett, was sie völlig aus der Fassung bringt. Sie informiert Stern und fährt auf eigene Faust zu Arentzens Hauptquartier, einem alten Salonwagen in einem abgelegenen Teil des Hafens, und schießt zwei seiner Wächter an, die sich ihr mit Waffen in den Weg gestellt haben. Als sie Tanja in einer alten Halle entdeckt, wird sie von Arentzen und zwei seiner Leute gezwungen, ihre Dienstwaffe auf den Boden zu legen. Rechtzeitig tauchen Stern und Mazza auf und retten Odenthal und Tanja. Arentzen wird dabei getötet. Stern spricht den Staatsanwalt auf den USB-Stick an, der ihr nun mitteilt, dass der Innenminister am nächsten Tag seine Immunität verlieren werde.

## Hintergrund
Der Film wurde vom 25. Juni 2019 bis zum 25. Juli 2019 in Ludwigshafen und Karlsruhe gedreht. Unter den Statisten am Set war auch ein echter Krimineller, nach dem in Italien seit Jahren gefahndet wurde. Nach den Dreharbeiten gab er, unter vollem Namen, einem Lokalblatt ein Interview und war auch bei Facebook und Instagram aktiv. Im April 2020 wurde er auf der Grundlage eines europäischen Haftbefehls in Heilbronn festgenommen.

## Rezeption

### Einschaltquote
Die Erstausstrahlung von Unter Wölfen am 26. Dezember 2020 wurde in Deutschland von 6,5 Millionen Zuschauern gesehen und erreichte einen Marktanteil von 19,8 % für Das Erste.

### Kritiken
Tilmann P. Gangloff wertete für tittelbach.tv: „Der frühere Werbefilmer Thomas Bohn will in seinen ‚Tatort‘-Beiträgen meist höher hinaus, als der Sendeplatz zulässt. Dass sein achter SWR-Krimi aus Ludwigshafen, ‚Unter Wölfen‘, nicht der ganz große Wurf geworden ist, liegt aber nicht zuletzt am Drehbuch, selbst wenn die Geschichte interessant ist.“ „Ulrike Folkerts ist immer am besten, wenn sie einen Gegenspieler von Format hat, aber Thure Riefensteins Charisma hält sich in Grenzen. Zudem wirken die Informationsdialoge, in denen sich die Polizisten gegenseitig erklären, wie die Türsteherszene funktioniert, sehr ungelenk. Fragwürdig ist auch der Selbstjustizschluss.“
wiewardertatort.de fand kaum lobende Worte und meinte zum Schluss: „In bester Nick-Tschiller-Manier berserkert […] sich [Odenthal] in Zeitlupe durchs kitschige Finale – doch wie bisweilen in der Elbmetropole wirkt auch am Rhein vieles aufgesetzt, bemüht und künstlich überhöht. Da sitzen aber auch noch Figurenrelikte wie Edith Keller (Annalena Schmidt) im Präsidium, obwohl sie ihre besten Tage längst hinter sich haben. Mit realer Polizeiarbeit hat der temporeiche Krimi wenig zu tun, in seiner Grundausrichtung ist er aber bierernst gemeint – anders als in Weimar, Münster oder Wiesbaden.“
Marke Bang kritisierte für Kino.de: „Ein vielversprechender Anfang sorgt nicht automatisch für ein gelungenes Krimi-Fest an Weihnachten. Kaum ist das Opfer identifiziert, schon reichen sich viel zu viele grobschlächtig skizzierte Bodyguards den pfälzischen Schlagstock in die Hand und untergraben damit die Ambitionen des ‚Tatorts‘, einer vermeintlich zweifelhaften Branche den Spiegel vorzuhalten. Dabei verfügt der Krimi durchaus über einige starke Szenen. Für die ist Lena Odenthal verantwortlich, die sich kurzfristig um die Tochter des Mordopfers kümmern muss. Im Umgang mit dem Mädchen bleibt sie erfrischend gelassen und zeigt sich von einer entspannten Seite, die sie viel zu lange vor uns verbergen musste.“
Bei der Frankfurter Rundschau wertete Judith von Sternburg: „Der Tatort ‚Unter Wölfen‘ ist eigentlich ein Western, mit einem Shootout, bei dem Lagerhallen aussehen wie die Hauptstraße von Dodge City und Lena Odenthal als einsame Marschallin mit Ganoven und mit Lothar fertig werden muss. Aus der Grundidee der ARD hätte man sicher mehr machen können, aber dadurch wird sie jedenfalls nicht zu Tode geritten.“
Der Filmdienst, aus dem sich das Lexikon des Internationalen Films speist, bewertete den Film mit einem von fünf möglichen Sternen und beurteilte ihn als „formal aber äußerst ungelenk“ ausfallend. „Auch Exkurse zum Thema Recht und Ordnung bleiben unbefriedigend und fügen sich nahtlos ins oberflächliche Ganze ein.“
Ähnlich unzufrieden fielen die Urteile anderer Kritiker aus. Christian Buß etwa vergab im Spiegel zwei von zehn möglichen Punkten und kritisierte den Film als anmutend wie „eine Action-Kamelle aus den Achtzigern: Diesem krawalligen Plädoyer für höhere Investitionen in die innere Sicherheit können wir nicht folgen.“ Heike Hupertz befand den Film zwar für thematisch interessant und Kamera und Lichtsetzung gelungen. Sie störte sich aber an Dialogen wie dem zwischen dem rheinland-pfälzischen Innenminister und einer Volontärin, die als „Erklärblocks“ zum „Fernsehen von gestern“ gehörten und den ganzen Film „killen“: Man habe damit erläutert, „was man nicht gezeigt hat, und besprochen, was einem zu komplex schien, um Ideen zur szenischen Umsetzung zu finden.“